# Bewusstseinsstrom
Bewusstseinsstrom (englisch stream of consciousness) bezeichnet die ungeregelte Folge von Bewusstseinsinhalten. In der Literaturwissenschaft ist damit eine Erzähltechnik gemeint, die die scheinbar ungeordnete Folge der Bewusstseinsinhalte einer oder mehrerer Figuren wiedergibt. Bekannte Beispiele sind Les lauriers sont coupés von Édouard Dujardin, Lieutenant Gustl von Arthur Schnitzler, Ulysses von James Joyce und Virginia Woolfs Die Wellen.

## Definition
Urheber des Begriffs ist der Psychologe William James, der im Jahr 1890 die auf Charles S. Peirce zurückgehende Idee eines kontinuierlich ablaufenden, unverbundenen „Bewusstseinsstroms“ vertrat. Dabei bezog er sich auf eine erzähltechnische Besonderheit des Romans Les lauriers sont coupés ("Geschnittene Lorbeeren", 1888) des französischen Autors Edouard Dujardin. 
Ausgehend von dieser Beschreibung haben sich zwei unterschiedliche Auffassungen herausgebildet, was mit stream of consciousness gemeint ist. Zugleich hat diese Unklarheit aber auch dazu geführt, dass keine klare Definition des Begriffes Bewusstseinsstrom existiert und deswegen die Abgrenzung vom inneren Monolog nicht genau vorgenommen werden kann.
Eine Auslegung sieht den Bewusstseinsstrom als psychologisches Phänomen, als „Rohmaterial“ (W. G. Müller), das durch literarische Techniken lediglich in Schriftform gebracht werden soll. Entsprechend sind die freie innere Gedankenwiedergabe und der innere Monolog als Unterkategorien des Bewusstseinsstroms aufzufassen. Ein solcher Text versucht, die Wahrnehmungen, Gedanken, Gefühle und Reflexionen einer Erzählfigur subjektiv so wiederzugeben, wie sie ins menschliche Bewusstsein fließen. Der Bewusstseinsstrom wurde auch als die „Radikalisierung personalen Erzählens“ bezeichnet, da auch dort die Innenwelt der Figur kommentarlos präsentiert wird und der Erzähler aus dem Geschehen zurücktreten soll.
In einer anderen Bedeutung ist der stream of consciousness ein Erzählverfahren, das den inneren Monolog überspitzt und durch Aufgabe mehrerer Regeln und Kohärenzkriterien ein besseres Abbild des Bewusstseinsstroms erzielen möchte. Die nicht rational gesteuerten Bewusstseinsabläufe werden ohne ordnenden Erzähler und ohne Versuche, eine sprachliche oder inhaltliche Ordnung herzustellen, wiedergegeben. Oft wird dabei auch auf die Regeln des Satzbaus und der Grammatik verzichtet.

## Abgrenzung vom Inneren Monolog
Häufig wird der Begriff synonym mit dem inneren Monolog verwendet, eine genaue Trennung hat sich nicht herausgebildet. Im englischen Oxford Dictionary of Literary Terms wird zwischen „psychologischer“ und „literarischer“ Verwendung differenziert. „Im psychologischen Sinne ist der Bewusstseinsstrom die Sache, während der innere Monolog die Technik ist, mit dem er präsentiert wird.“ In der Literaturwissenschaft gelte, dass „während im inneren Monolog die Gedanken stets ‚unmittelbar‘, also ohne offensichtliche Eingriffe eines raffenden und auswählenden Erzählers erfolgen, dieser nicht notwendigerweise mit Eindrücken und Wahrnehmungen vermischt und die Regeln der Grammatik ebenso wenig verletzt wie die der Logik. Hingegen tut umgekehrt die Stream‐of‐consciousness-Technik das eine oder andere oder beides.“ Demnach ließe sich die Bewusstseinsstromtechnik als Unterform des inneren Monologs begreifen, die sich nicht an die Regeln erzählerischer Knappheit, Stringenz, Logik und Satzbau halte.

## Technik
Die Erzähltechnik des Bewusstseinsstroms besteht in der direkten Personenrede mit syntaktischer Unabhängigkeit, Verwendung des Präsens als Normaltempus und des Indikativ als Normalmodus. Zur Bezeichnung der denkenden Figur dient die erste Person, es wird also aus der Ich-Perspektive erzählt. Den entscheidenden Unterschied des Bewusstseinsstroms zur schlichten direkten Personenrede bilden Stil und Kontext: Es fehlen Verba credendi (z. B. „dachte ich…“) und Anführungszeichen, denn „Prinzip ist es, das Figurenbewusstsein selbst ‚sprechen‘ zu lassen: Wahrnehmungen, Empfindungen, Assoziationen aller Art, Erinnerungen, Überlegungen, auch bloße Lautfolgen ohne ausdrückliche Ankündigung oder Eingriff einer Erzählinstanz ‚aufzuzeichnen‘.“
Sachverhalte, die der Figur selbstverständlich sind, etwa weil sie sie gerade ausführt, werden nicht genannt und müssen vom Leser selbst rekonstruiert werden. Ein etwaiger Erzählerbericht hat lediglich die Funktion, die Figur und ihren inneren Monolog in der Außenwelt zu situieren und damit einen Erzählrahmen zu schaffen, den die Figur nicht erzeugen könnte. Aber äußeres Geschehen ist nur als Anreiz und Auslöser innerer Prozesse wichtig. Ein weiteres Stilmerkmal ist die Aussparung von Information durch psychologisch-syntaktische Verkürzung: Oft fallen Nomen, Personalpronomen oder finite Verbform aus, mitunter auch Artikel, Präpositionen und Konjunktionen. Auch greifen Bewusstseinsinhalte und -impulse frei assoziiert ineinander, so wie sie gerade ins Bewusstsein fallen. Sie sind nicht notwendigerweise linear chronologisch geordnet.

## Geschichte

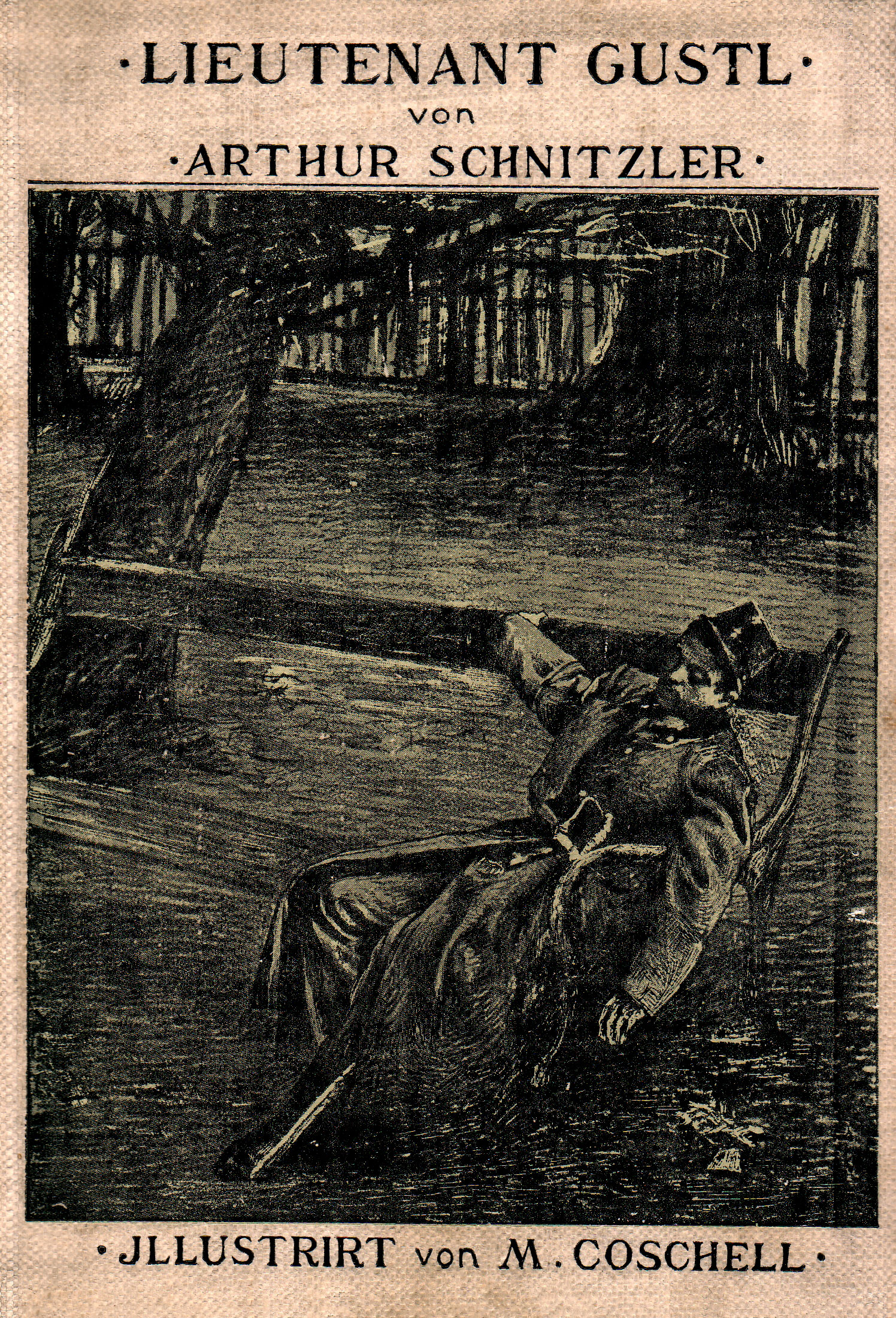
Umschlag der Erstausgabe, 1901

In mehreren literarischen Werken finden sich bestimmte Momente, die bereits auf den Bewusstseinsstrom hinweisen, so in dem auch in Deutschland sehr erfolgreichen Leben und Ansichten von Tristram Shandy, Gentleman (1757) von Laurence Sterne, in der Geschichte Das verräterische Herz von Edgar Allan Poe und in An Occurrence at Owl Creek Bridge von Ambrose Bierce sowie Anna Karenina (siehe unten). Weiters wurden Werke von Henry James (Bildnis einer Dame) und Knut Hamsun (Hunger, 1892) als Vorläufer genannt.
1890 wurde erstmals der Begriff geprägt. Der US-amerikanische Psychologe William James verwendete ihn in seinem Hauptwerk The principles of psychology (New York: H. Holt and Company). Er beschrieb mit dem Begriff den Roman Les lauriers sont coupés des französischen Schriftstellers Edouard Dujardin (1888 erschienen). Dieser Begriff bezieht sich aber nicht nur auf den bloßen verbalen Vorgang, sondern beachtet auch sinnliche, beispielsweise visuelle, Wahrnehmungen. Während der Begriff erst 1918 wieder aufgegriffen wurde, fand Dujardins Text Nachahmer. Arthur Schnitzler las den Text von Dujardin, beurteilte aber das Thema als nicht passend gewählt und schrieb mit Lieutenant Gustl (1900) die erste deutschsprachige Erzählung, die ganz dem Bewusstseinsstrom folgt (Später verwendete er ihn noch einmal in Fräulein Else). Auch James Joyce und Virginia Woolf nannten Dujardin als Vorlage. Der Begriff stream of consciousness setzte sich erst ab dem Jahr 1918 durch, als er in einer Rezension der Autorin May Sinclair (1863–1946) Verwendung fand, um das Werk Pilgrimage von Dorothy Richardson (1873–1957) zu charakterisieren.
Der Romancier und Literaturwissenschaftler Vladimir Nabokov vertrat 1940 die Ansicht, im eigentlichen Sinne erfunden habe die literarische Technik des Bewusstseinsstroms (den er aber nicht vom inneren Monolog unterschied) Leo Tolstoi für seinen 1877/78 erschienenen Roman Anna Karenina: In Kapitel XXIX des siebten Teils zeichnet er die Gedanken seiner Protagonistin während einer Fahrt zum Bahnhof, wo sie Selbstmord begehen wird, unterschiedslos auf, ob es sich um Reflexionen ihrer ausweglos scheinenden Situation, Beobachtungen aus dem Fenster der Kalesche oder Reklametexte in den Moskauer Schaufenstern handelt.

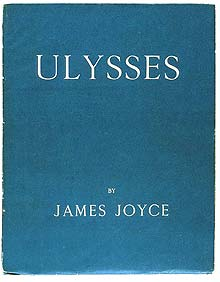
Umschlag der Erstausgabe (1922)

Mit dem letzten Kapitel („Mollys Monolog“) des Ulysses (1921) schuf Joyce das prototypische Beispiel, das häufig zur Illustration der Bewusstseinsstromtechnik herangezogen wird. Der Roman endet mit: 

„I was a Flower of the mountain yes when I put the rose in my hair like the Andalusian girls used or shall I wear a red yes and how he kissed me under the Moorish Wall and I thought well as well him as another and then I asked him with my eyes to ask again yes and then he asked me would I yes to say yes my mountain flower and first I put my arms around him yes and drew him down to me so he could feel my breasts all perfume yes and his heart was going like mad and yes I said yes I will Yes.“

„wo ich eine Blume des Berges war ja wie ich mir eine Rose ins Haar gesteckt hab wie die andalusischen Mädchen immer machten oder soll ich eine rote tragen ja und wie er mich geküßt hat unter der maurischen Mauer und ich hab gedacht na schön er so gut wie jeder andere und hab ihn mit den Augen gebeten er soll doch nochmal fragen ja und dann hat er mich gefragt ob ich will ja sag ja meine Bergblume und ich hab ihm zuerst die Arme um den Hals gelegt und ihn zu mir niedergezogen daß er meine Brüste fühlen konnte wie sie dufteten ja und das Herz ging ihm wie verrückt und ich hab ja gesagt ja ich will Ja.“

Da der Bewusstseinsstrom keine reglementierte Technik ist, kann er bei jedem Autor andere charakteristische Merkmale tragen. Bei Joyce sind es zum Beispiel die verkürzte Syntax, das persönliche Idiom, willkürliche Wortbildungen, Lautmalerei und Sprachspiele.
Die Technik des Bewusstseinsstroms fand besonderen Anklang im englischen und amerikanischen Modernismus, der sich im späten 19. Jahrhundert als Gegenbewegung zum literarischen Realismus und Naturalismus etablierte. Auch die Surrealisten taten etwas ganz Ähnliches, ausgehend von Europa.
Der Bewusstseinsstrom wurde auch im asiatischen Raum nachgebildet. Er trat nach 1979 mit der politischen Öffnung und der Loslösung von der kommunistisch-sozialistischen Ideologie auch in China auf. Ein typisches Beispiel ist Das Auge der Nacht von Wang Meng.
Der moderne Film und der Experimentalfilm blieben davon nicht unberührt, meist außerhalb des Mainstreams.

## Bekannte Texte
Berühmt für die Verwendung dieser Technik sind:
- Lew Tolstoi: Anna Karenina (1877/78)
- Édouard Dujardin: Les lauriers sont coupés (1888)
- Knut Hamsun: Hunger (1890)
- Arthur Schnitzler: Lieutenant Gustl (1900)
- James Joyce: Ulysses (1921)
- Italo Svevo: Zenos Gewissen (1923)
- Alfred Döblin: Berlin Alexanderplatz (1929)
- William Faulkner: Schall und Wahn (1929)
- Edlef Köppen: Heeresbericht (1930)
- Virginia Woolf: Mrs. Dalloway (1925), Die Fahrt zum Leuchtturm (1927) und Die Wellen (1931)
- Wolfgang Koeppen: Tauben im Gras (1951) und Das Treibhaus (1953)
- Alfred Andersch: Sansibar oder der letzte Grund (1957)
- Arno Schmidt: KAFF auch Mare Crisium (1960)
- Luis Martín-Santos: Tiempo de Silencio (1962)
- Rolf Dieter Brinkmann: Keiner weiß mehr (1968)
- Günter Steffens: Die Annäherung an das Glück (1976)
- Caroline Janice Cherryh: Pells Stern (1982)